# Parafia Miłosierdzia Bożego w Sędziszowie Małopolskim
Parafia Miłosierdzia Bożego w Sędziszowie Małopolskim – parafia rzymskokatolicka znajdująca się w diecezji rzeszowskiej w dekanacie Sędziszów Małopolski.
Erygowana 11 kwietnia 2010 roku przez biskupa Kazimierza Górnego.